# جوزيف بيرين
جوزيف بيرين (بالفرنسية: Joseph Perrin)‏ هو سياسي فرنسي، ولد في 28 فبراير 1754، وتوفي في 9 يونيو 1800 في جنوة في إيطاليا. انتخب نائب فرنسي.